# Georgian white
Ne doit pas être confondu avec Georgia White.
Le georgian white est une variété de Renard roux (Vulpes vulpes) caractérisée par une robe globalement blanche avec les oreilles et le bout du museau noir, les yeux cerclés de noir, ainsi que le visage, la queue et les pattes mouchetés de noir. Ce phénotype est surtout présent chez les renards domestiqués,.

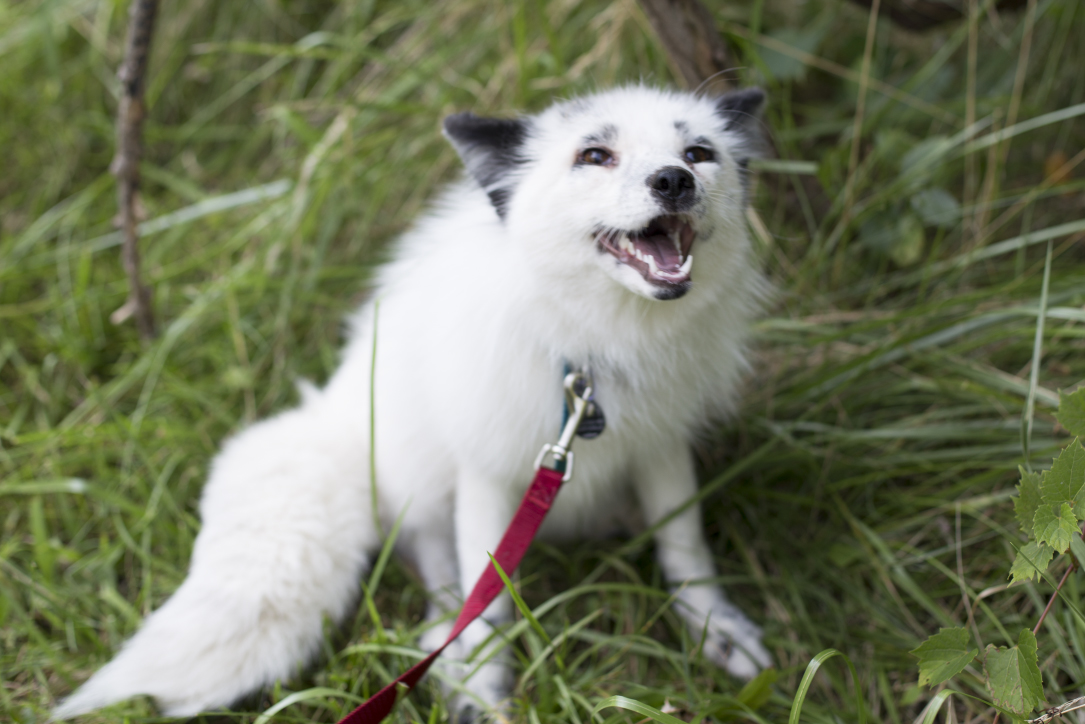
Un georgian white domestiqué tenu en laisse.
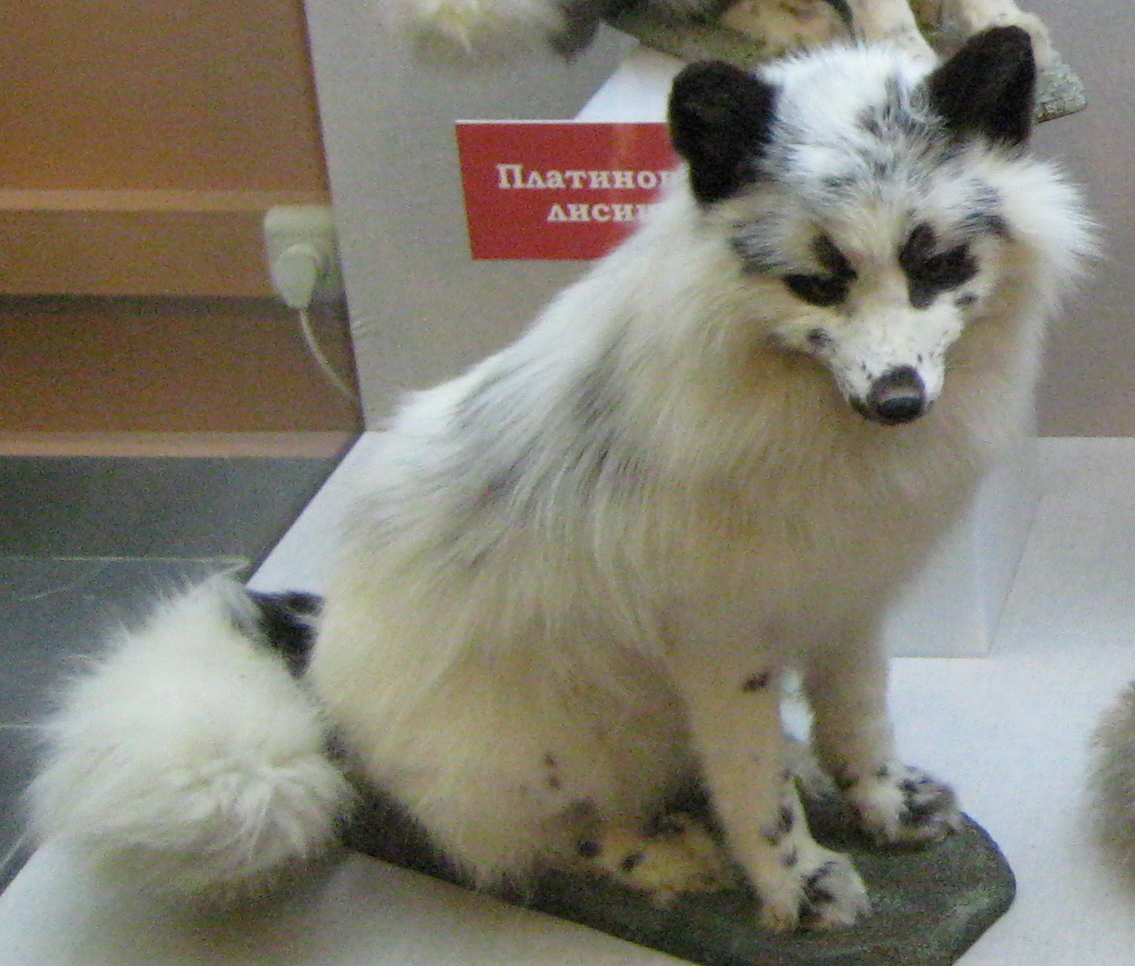
Un georgian white taxidermisé au musée Darwin, en Russie.